# Hotel El Palace (Barcelona)
El Palace es un hotel de la ciudad española de Barcelona, anteriormente conocido como Hotel Ritz.

## Descripción
El edificio, proyectado por el arquitecto Eduard Ferrès Puig, se ubica en la  Gran Vía de las Cortes Catalanas nº 668. El antiguo hotel Ritz fue fundado en 1919, a iniciativa de César Ritz. Este nuevo establecimiento se inspiró en los hoteles madrileños Palace y Ritz.
Durante la guerra civil fue ocupado por fuerzas izquierdistas. Tras el fin de la contienda, en 1940, se alojó entre sus paredes el líder nazi Heinrich Himmler, en su visita a España; sería en esta misma década cuando fue adquirido por Julio Muñoz Ramonet, más tarde, ya en 1975, pasaría a manos de Joan Gaspart, quedando integrado en la cadena Husa Hoteles. En 2005, a raíz de una serie de litigios legales, se vio forzado a perder definitivamente la denominación «Ritz», pasando a nombrarse «Palace».
En 2011 Husa vendió el hotel por 80 millones de euros al empresario argelino Ali Haddad, aunque mantuvo su gestión mediante un contrato de arrendamiento, a través de la mercantil Inmobiliaria Sarasate. En 2014 esta sociedad gestora se declaró en concurso de acreedores, momento en el que Haddad asumió la gestión directa del hotel.